# Монте Терлаго
Монте Терлаго је насеље у Италији у округу Тренто, региону Трентино-Јужни Тирол.
Према процени из 2011. у насељу је живело 400 становника. Насеље се налази на надморској висини од 699 м.